# NGC 4698
NGC 4698 (również UGC 7970 lub PGC 43254) – galaktyka spiralna (Sab), znajdująca się w gwiazdozbiorze Panny. Została odkryta 18 stycznia 1784 roku przez Williama Herschela. Jest to galaktyka Seyferta typu 2. Należy do Gromady w Pannie.